# Ceratostylis malintangensis
Ceratostylis malintangensis är en orkidéart som beskrevs av Johannes Jacobus Smith. Ceratostylis malintangensis ingår i släktet Ceratostylis och familjen orkidéer. Inga underarter finns listade i Catalogue of Life.